# Iwan Dobronrawow
Iwan Fiodorowicz Dobronrawow (ros. Ива́н Фёдорович Добронра́вов; ur. 2 czerwca 1989 w Woroneżu) – rosyjski aktor filmowy, teatralny i telewizyjny.

## Wybrana filmografia
- 2003: Powrót jako młodszy brat Iwan
- 2010: Zawieszenie broni jako Jegor Matwiejew
- 2018: Cena wolności jako Boris

## Nagrody
- Wygrana w kategorii „Najlepszy aktor” (wspólnie z Konstantinem Ławronienko i Władimirem Garinem) na Międzynarodowym Festiwalu Filmowym w Gijón za rolę w filmie Powrót (2003).
- Laureat Otwartego Rosyjskiego Festiwalu Filmowego „Kinotawr” w kategorii „Najlepszy aktor” za rolę w filmie Zawieszenie broni (2010).